# Colmnitz (Klingenberg)
Colmnitz ist ein Ortsteil der Gemeinde Klingenberg (Landkreis Sächsische Schweiz-Osterzgebirge) in Sachsen. Das sieben Kilometer lange Waldhufendorf hat 1410 (31. Dezember 2014) Einwohner und liegt mit dem Bahnhof Klingenberg-Colmnitz an der Hauptbahn Dresden–Werdau.

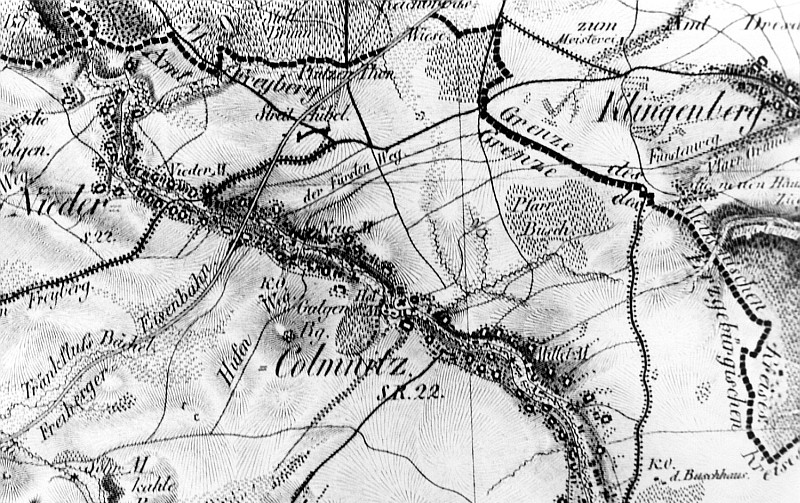
Colmnitz auf der Oberreitschen Karte (1821/22)

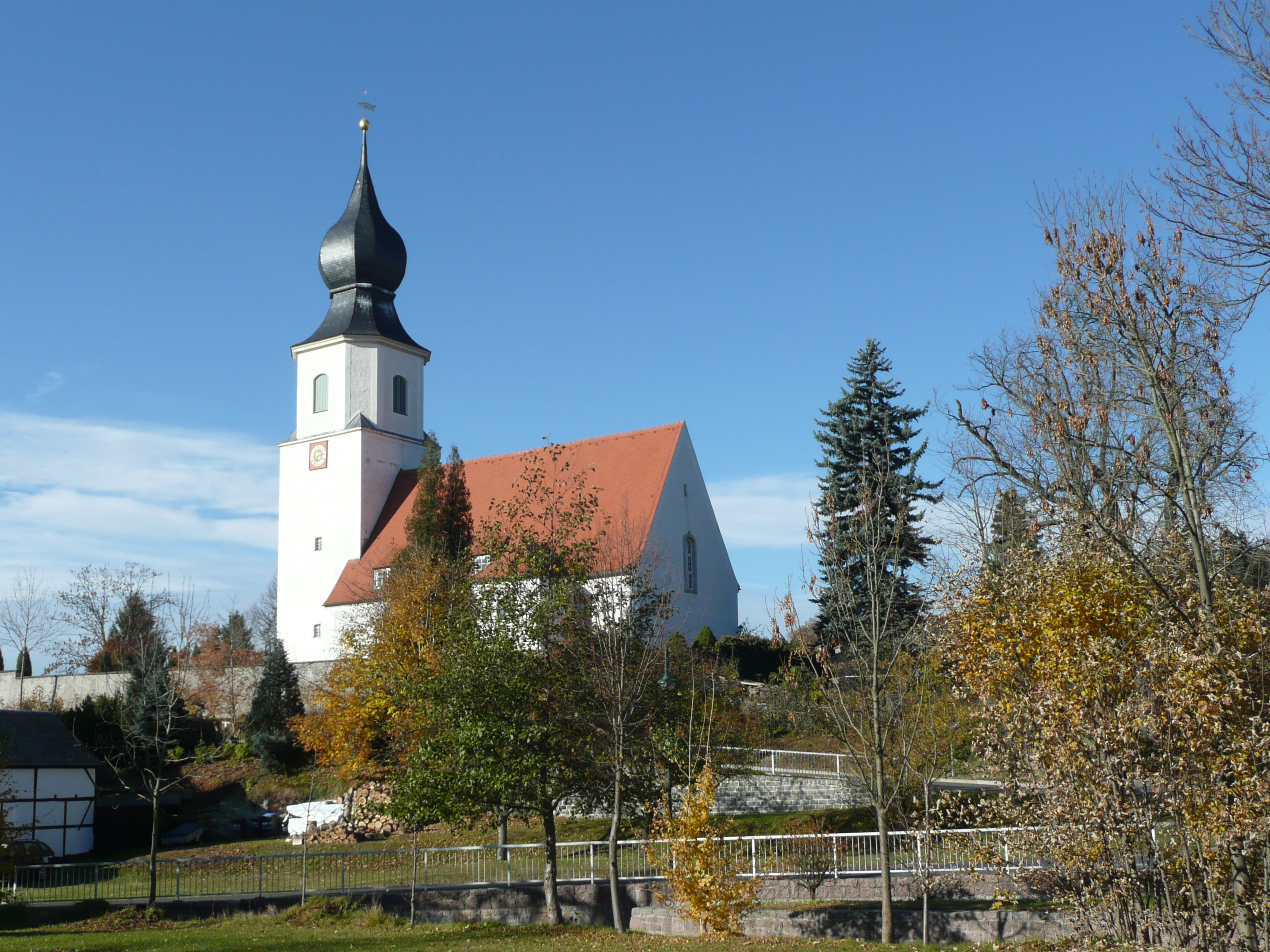
Die Colmnitzer Kirche mit dem 1739 errichteten Turm

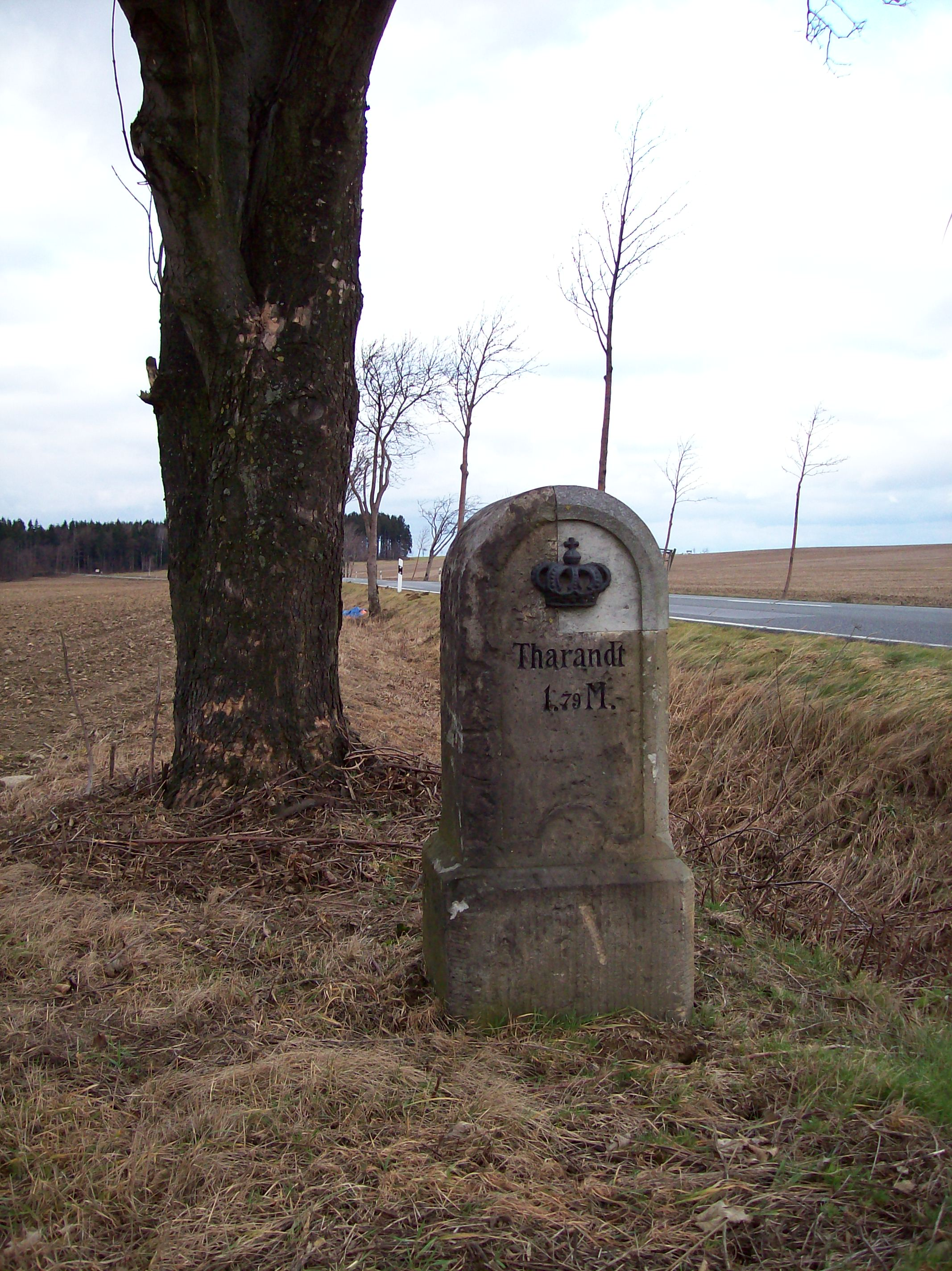
Kgl.-sächs. Ganzmeilenstein vom Postkurs Tharandt-Frauenstein aus der Zeit um 1860 an der S 189 bei Colmnitz

## Geografie

### Lage
Colmnitz wird von Südosten nach Nordwesten vom Colmnitzbach durchflossen und hat die Siedlungsform eines Waldhufendorfes. Colmnitz liegt südlich des Tharandter Waldes. Zu Colmnitz gehört der Gemeindeteil Folge im Nordwesten des Orts.

### Nachbarorte
| Naundorf              | Grillenburg                                 |             |
| Niederbobritzsch      | Kompassrose, die auf Nachbargemeinden zeigt | Klingenberg |
| Oberbobritzsch, Sohra | Pretzschendorf                              |             |

## Geschichte

### Ortsname
Der Ort wurde in den Jahren 1348/49 in den Lehnsbüchern des Meißner Markgrafen, Friedrich III., unter dem Namen Colbenitz zum ersten Mal urkundlich erwähnt. In den folgenden Jahrhunderten erschien der Ortsname in unterschiedlicher Form (1483: Colmenicz). Der Ortsname leitet sich vom gleichnamigen Bach ab, wobei das altsorbische *Cholḿnica von *chołm bzw. *chułm für „Hügel“ stammt und demnach einen „Hügelbach“ bezeichnet.

### Geschichte bis 1900
1551 zählt Colmnitz 70 besessene Mann, 52 Gärtner und 50 Inwohner. 1552 gehört der Grundbesitz in Colmnitz zum Rittergut Dippoldiswalde. Um 1606 werden je ein Rittergut in Niedercolmnitz und Obercolmnitz erwähnt. Um 1630, während des Dreißigjährigen Krieges, verlor Colmnitz durch die Pest mehr als die Hälfte seiner Einwohner. 1764 wird ein Rittergut Colmnitz erwähnt. Drei Mühlen bestanden in Colmnitz, auf der Niedermühle in Niedercolmnitz werden als Erbmüller 1586 der Besitzer, Georg Schiffel, bis 1745 Gottfried Süßen, ab 1745 Daniel Baumgart, 1785 Gottfried Baumgart und 1787 Gottfried Baumgart der Jüngere genannt.
Im 18. Jahrhundert war das Dorf in die selbständigen Landgemeinden Niedercolmnitz und Obercolmnitz geteilt, wurde jedoch vor 1900 zur Landgemeinde Colmnitz wieder vereinigt. Die vereinigte Gemeinde Colmnitz besaß einen Ortsteil namens Folge.
Ab 1590 bis 1856 gehörte Colmnitz zum kursächsischen bzw. königlich-sächsischen Kreisamt Freiberg, von 1856 bis 1875 zum Gerichtsamt Freiberg und von 1875 bis 1952 zur Amtshauptmannschaft Freiberg. Nach dem Deutsch-Französischen Krieg 1870/71 gab es auch in Colmnitz einen großen wirtschaftlichen Aufschwung, da nun der Anschluss an die Bahnstrecke von Dresden nach Chemnitz mit dem Bau des Bahnhofes vollzogen worden war. 1862 fuhr der erste Zug. Es begann die Geschichte des Stuhlbaus in Colmnitz, der erst zur Wende 1989/90 eingestellt wurde. Mit der 1898 eröffneten Schmalspurbahn Klingenberg-Colmnitz–Frauenstein erhielt Obercolmnitz eine Haltestelle. Seit 1921 führte durch Colmnitz die ebenfalls am Bahnhof Klingenberg-Colmnitz beginnende Schmalspurbahn Klingenberg-Colmnitz–Oberdittmannsdorf mit einem Bahnhof im Zentrum des Orts und einem Haltepunkt in Niedercolmnitz. Beide Strecken wurden 1971 stillgelegt.

### Geschichte der Colmnitzer Möbelfabrik
1885 kaufte Carl Friedrich Hofmann ein Grundstück, auf dem sich die „Neumühle“ befand. 1896 begannen Hofmann und Carl Albert Kittel (Hofmanns Schwiegersohn), „das Gewerbe als Stuhlbauer fabrikmäßig auszuüben“. Die Fabrik produzierte bis 1937. Kittel hatte sich bei der Entwicklung der Spanplatte völlig verausgabt und war nicht mehr zahlungsfähig. Der Tischler Ernst Richter produzierte seit 1932 Möbel (vor allem Schlafzimmer) in Serie. 1939 übernahm dessen Sohn Helmut das Geschäft und kaufte die ehemalige Fabrik, um sich erweitern zu können. Ab 1939 produzierte Richter ausschließlich Möbel für das Luftgaukommando (Dresden). Die Entwicklung des Betriebes, der „Helmut Richter Möbelfabrik“, war rasant – die Umsätze stiegen bis 1942 auf das Vierfache. Am 7. Mai 1945 zog russisches Militär durch den Ort. Danach lief in der zweiten Hälfte des Jahres die Möbelproduktion wieder an. Hauptsächlich wurden Küchenmöbel und Buffets hergestellt.
Richter war seit 1933 Scharführer der SA und ab 1937 Mitglied der NSDAP gewesen. Man „erkannte in ihm einen ausgesprochenen Kriegsgewinnler, der sich stets um Wehrmachtsaufträge bemüht und diese aufgrund seiner NSDAP-Mitgliedschaft auch erhalten habe. Nur dadurch sei es ihm auch möglich gewesen, den Betrieb mit modernsten Holzbearbeitungsmaschinen auszustatten“. Richter wurde enteignet. Er floh mit seiner Familie in den Westen. Erst blieben sie in Ipsheim (Bayern), dann zogen sie nach Beverstedt (Niedersachsen bei Bremerhaven). Richter übernahm zunächst eine kleine Möbelfabrik in Oldendorf (heute ein Ortsteil von Holste). Finanziell konnte der Betrieb aber nicht überleben, die Ehe ging in die Brüche und 1966 heiratete Richter wieder. Er zog nach Westerbeverstedt und arbeitete fortan als Innenarchitekt.

### VEB Möbelfabrik Colmnitz
Ab Herbst 1945 wurden in der ehemaligen Richterschen Fabrik wieder Möbel hergestellt, zunächst vor allem Küchenmöbel und Schränke, deren Konstruktion sich an die für die Wehrmacht hergestellten Möbel anlehnte. Nach der Verstaatlichung 1948 begann als VEB Möbelfabrik Colmnitz ein neues Kapitel. Im Sommer 1958 verwüstete ein Wolkenbruch das Dorf. Von dem entstandenen Schaden und wegen der Tatsache, dass zu viele Betriebe in der DDR Möbel herstellten, erholte sich die Möbelfabrik nicht wieder. Letztmals wurden auf der Leipziger Messe 1962 Produkte aus Colmnitz ausgestellt. Nach dem Ende der Möbelproduktion wurde die Fabrik als Betriebsteil dem VEB Bodenbearbeitungsgeräte Leipzig zugeordnet.

### VEB Bodenbearbeitungsgeräte Leipzig
„BBG Colmnitz“ (Boden-Bearbeitungs-Geräte) ging auf eine 1863 in Leipzig entstandene Fabrik von Rudolph Sack zurück, die vor allem Pflüge herstellte. Im Colmnitzer Teil der BBG wurden Teile für einen selbstfahrenden Rübenroder KS-6 hergestellt. Später kam ein Spritzbalken für den Pflanzenschutz dazu. Ein Überleben des Betriebs unter marktwirtschaftlichen Bedingungen nach der Vereinigung von DDR und BRD war nicht möglich. Deshalb wurden die letzten Maschinen am 31. März 1992 abgebaut. Seitdem sind die Gebäude ungenutzt.

### Geschichte nach dem Zweiten Weltkrieg
1952 kam die Gemeinde Colmnitz zum Kreis Freital in Bezirk Dresden, 1994 bildete der Ort den Verwaltungsverband An der Talsperre Klingenberg mit den Nachbargemeinden Klingenberg und Dorfhain, die bis Ende 1998 bestand. Zum 1. August 1994 wurde Colmnitz Teil des neuen Weißeritzkreises. Am 1. Januar 1999 kam es gemeinsam mit dem Nachbarort Klingenberg zur Eingliederung in die Gemeinde Pretzschendorf, seit dem 31. Dezember 2012 ist Colmnitz Ortsteil der neuen Gemeinde Klingenberg.
Gegenwärtig sind in Colmnitz kleinere und mittlere Handwerksbetriebe und Dienstleistungsunternehmen sowie landwirtschaftliche Betriebe ansässig.
2016 wurde Colmnitz Gegenstand überregionaler Berichterstattung, weil auf dem „Schul- und Heimatfest“ am 29. Mai zum 850. Kirchen-Jubiläum u. a. beim Festumzug Wehrmachtsuniformen, Hakenkreuze und tarnfarbene Fahrzeuge zu sehen waren. Zuerst berichtete die Leipziger Internetzeitung von dem Vorfall. Medien wie Der Spiegel beriefen sich in ihren Artikeln auf den Fotografen Marcus Fischer, der Bilder vom Umzug auf Twitter veröffentlicht hatte. Daraufhin äußerte sich Thomas Schumann, Gründungsmitglied des organisierenden Heimatvereines, gegenüber der Süddeutschen Zeitung dahingehend, dass der Zweite Weltkrieg Teil der Geschichte des Ortes sei und deshalb auch Teil eines Umzugs sein müsse: „Wenn Symbole gezeigt wurden, die rechtlich verboten sind, dann wurde da ein Fehler gemacht.“ Das Kulturbüro Sachsen forderte den Verein auf, sich schärfer von den Vorkommnissen zu distanzieren. Zwischenzeitlich hatte die Polizeidirektion Dresden Ermittlungen wegen des Verdachtes auf Zeigen von Kennzeichen verfassungswidriger Organisationen nach Paragraf 86a StGB aufgenommen. Diese wurden später allerdings eingestellt. Die Militärfreunde Sachsen dementierten inzwischen, an dem Umzug überhaupt beteiligt gewesen zu sein. Dies bestätigte der Heimatverein in seiner Distanzierung und Klarstellung.

## Sehenswürdigkeiten
Am Rande des Tharandter Waldes gelegen ist Colmnitz ein beliebter Ausgangspunkt für Wanderungen und Radtouren, etwa zum geografischen Mittelpunkt Sachsens oder zum Lips-Tullian-Felsen. Weitere Sehenswürdigkeiten sind die erzgebirgische Schauwerkstatt Stracos Erlebniswelt im ehemaligen Gasthof Obercolmnitz, der Naturerlebnishof Weidegut, das 23 Meter hohe Eisenbahnviadukt der Bahnstrecke Dresden–Werdau, ein originaler Königlich-sächsischer Ganzmeilenstein an der Frauensteiner Staatsstraße (S 189) zwischen Klingenberg und Obercolmnitz und die Kirche. Die Streichholzbrücke bei Colmnitz ist eine in ihrer Form einmalige Brückenkonstruktion, gebaut zum Materialantransport zum Talsperrenbau.

## Persönlichkeiten
- Johann Lobegott Ferdinand Lange (* 26. September 1798 in Colmnitz; † 21. Oktober 1852 in Jena), evangelischer Theologe und Hochschullehrer
- Carl Friedrich Hofmann, Fabrikant der Stuhlfabrik ab 1885
- Carl Georg Kittel, Mitinhaber der Stuhlfabrik ab 1925
- Ernst Richter, Möbelfabrikant ab 1932
- Helmut Richter, Möbelfabrikant ab 1940
- Horst Böhme (* 24. August 1909 in Colmnitz; † 10. April 1945 in Königsberg), SS-Oberführer, Befehlshaber der Sicherheitspolizei in Prag und als Kriegsverbrecher gesucht
- Wolfgang Böhme (* 4. März 1926 in Colmnitz; † 19. März 2004), Hochschullehrer in Dresden
- Herbert Beckert (* 12. Oktober 1920 in Colmnitz; † 24. März 2004 in Leipzig), Mathematiker
- Hans Jäckel (* 31. Mai 1923 in Colmnitz; † 1994), Mathematiker, Rektor der TH Karl-Marx-Stadt
- Wolfgang Ullmann (* 18. August 1929 in Gottleuba; † 30. Juli 2004 in Adorf/Vogtl.), Theologe, Bürgerrechtler und Politiker, war 1954 bis 1963 evangelischer Pfarrer in Colmnitz
- Uwe-Jens Rössel (* 2. Juli 1950 in Freiberg), Politiker (PDS/Die Linke), Bundestagsabgeordneter
- Eckhard Börner (* 16. Januar 1951 in Colmnitz), Ingenieur und Politiker (CDU), Mitglied des Sächsischen Landtages